# チュニジア

チュニジア共和国
الجمهورية التونسية

国の標語：نظام، حرية، عدالة
（アラビア語: 秩序、自由、正義）
国歌：حماة الحمى（アラビア語）
祖国の防衛者

チュニジア共和国（チュニジアきょうわこく、アラビア語: الجمهورية التونسية）、通称チュニジアは、北アフリカのマグリブに位置する共和制国家。西にアルジェリア、南東にリビアと国境を接し、北と東は地中海に面する。地中海対岸の北東・東にはイタリア領土のパンテッレリーア島やランペドゥーザ島、シチリア島がある。地中海の島国マルタとも近い。首都はチュニス。

## 概要
アフリカ世界と地中海世界とアラブ世界の一員であり、アフリカ連合とアラブ連盟と地中海連合、アラブ・マグレブ連合に加盟している。
同国は歴史上、最も早く「アフリカ」と呼ばれ、アフリカ大陸の名前の由来にもなった地域である。

## 国名
正式名称は、الجمهورية التونسية（ラテン文字転写 : al-Jumhūrīya al-Tūnisīya、片仮名転写 : アル＝ジュムフーリーヤ・アッ＝トゥーニスィーヤ）。通称は、تونس（Tūnis, トゥーニス）。
日本語の表記は、チュニジア共和国。通称、チュニジア。テュニジアと表記されることもある。漢字表記は、突尼斯。
アラビア語名のتونس（Tūnis、トゥーニス）
は、首都チュニスのアラビア語名と同じで、正式名称は「チュニスを都とする共和国」といったような意味合いである。トゥーニスやチュニスの語源は紀元前4世紀にチュニスの地に存在した古代都市トゥネス（Thunes）で、英語名など欧米諸言語や日本語の国名チュニジアは、トゥネスが転訛した Tunus に地名語尾の -ia を付してつくられ、オスマン帝国による呼称に倣ったものである。

## 歴史

### 古代
古代にはフェニキア人が交易拠点としてこの地に移住し、紀元前814年ごろにはカルタゴ（前814年 - 前146年）が建国され、地中海貿易で繁栄した。しかしイタリアからの新興勢力ローマとシチリア島の覇権を巡って紀元前264年から第一次ポエニ戦争を戦った後、第二次ポエニ戦争ではローマを滅亡寸前にまで追いやったハンニバル・バルカ将軍の活躍もありながらスキピオ・アフリカヌスによって本国が攻略され、第三次ポエニ戦争で完全敗北し、紀元前146年に滅亡した。

### ローマ統治期
現在のチュニジアとリビアはローマ支配下のアフリカ属州（前146年 - 439年）となった。ローマ支配下では優良な属州としてローマ化が進みキリスト教も伝来した。ローマ帝国の東西分裂以後は、西ローマ帝国の管区（Diocese of Africa、314年 - 432年）になるが、ゲルマン系ヴァンダル人が439年に侵入。カルタゴにヴァンダル王国（439年 - 534年）が建国された。ヴァンダル王国は海運で繁栄したものの、534年には東ローマ帝国に滅ぼされ、東ローマ帝国に組み入れられた（Praetorian prefecture of Africa、534年 - 590年）。7世紀にはイスラム教のもとに糾合したアラブ人が東方から侵入し、土着のベルベル人の女王カーヒナと東ローマ帝国の連合軍を破り（カルタゴの戦い (698年)）、北アフリカをイスラム世界に編入した。

### イスラーム諸帝国期
ウマイヤ朝イフリキーヤ（665年 - 744年）、フィリッドイフリキーヤ（745年 - 757年）、ハワーリジュイフリキーヤ（757年 - 761年）、アッバース朝イフリキーヤ（761年 - 800年）と属領に位置づけられていたチュニジアに、アッバース朝のカリフに臣従する形でカイラワーンのアグラブ朝（800年 - 909年）が成立し、アグラブ朝の衰退後は反アッバース朝を掲げたイスマーイール派のファーティマ朝（909年 - 1171年）がこの地で興り、アグラブ朝を滅ぼした。ファーティマ朝の衰退後、カイラワーンにはズィール朝（983年 - 1148年）が栄えた。その後モロッコ方面から勢力を伸ばしたムワッヒド朝（1130年 - 1269年）の支配に置かれた後に、1229年にチュニスにハフス朝（1229年 - 1574年）が成立した。ハフス朝は西はアルジェから東はトリポリにまで至る領土を統治し、『歴史序説』を著したイブン・ハルドゥーンなどが活躍した。しかし、ハフス朝は徐々に衰退し、16世紀初頭にオスマン帝国の支配から逃れるためにスペインの属国になった（チュニス征服 (1535年)）。

### オスマン帝国統治期
ハフス朝は1574年にオスマン帝国によって滅ぼされオスマン領チュニス地方（1574年 - 1705年）として併合された。オスマン帝国時代の初期には「パシャ」と呼ばれる軍司令官が派遣されてきたが、ヨーロッパ列強による侵略でオスマン帝国の弱体化が進むと、チュニスの「ベイ」はイスタンブールのオスマン政府から独立した統治を行うようになり、1705年にはフサイン朝チュニス君侯国（1705年 - 1881年）がチュニジアに成立した。

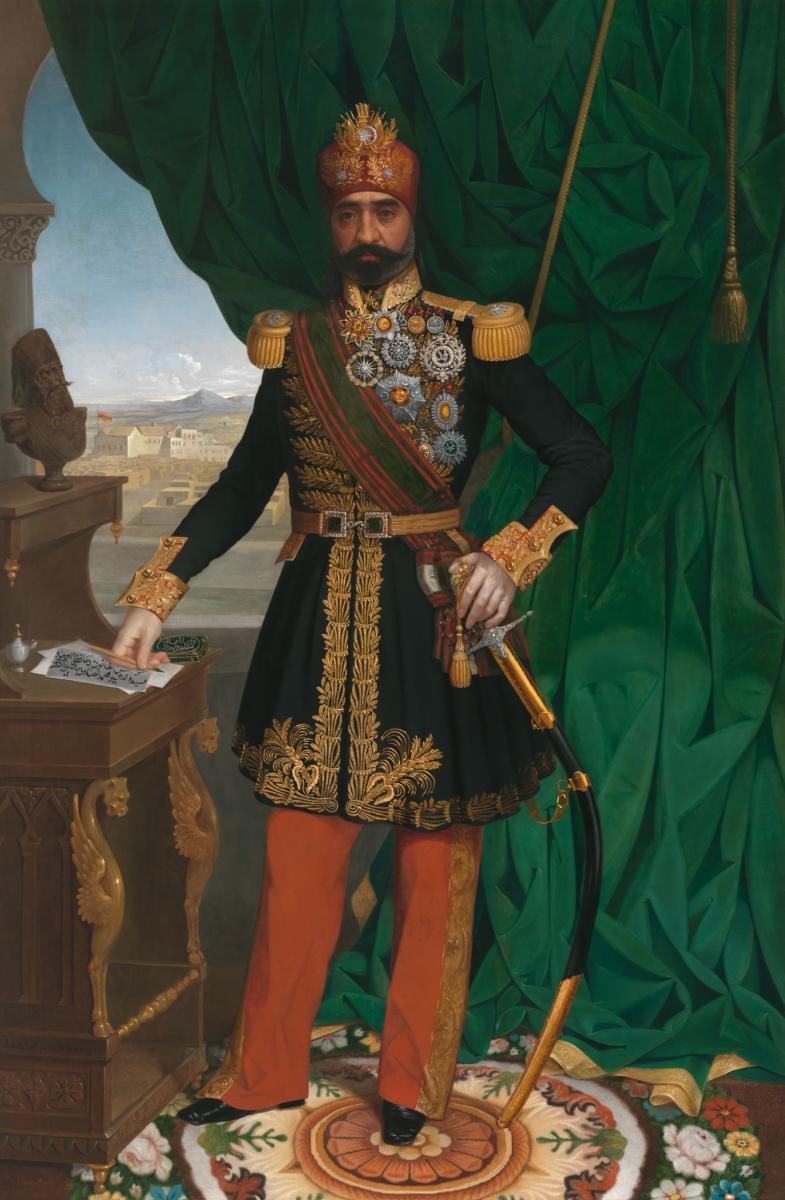
1861年に制定された憲法により、イスラーム世界およびアフリカ世界初の立憲君主となったサドク・ベイ（位:1859年～1882年）。

フサイン朝はフランス支配を挟んで252年間にわたり統治を行った。1837年に即位したアフメド・ベイ時代に始められた西欧よりの政策と富国強兵策によって、チュニジアは近代化=西欧化政策を採った。ハイルディーン・パシャなどの活躍により1861年には憲法（チュニジアの憲法）が制定され、サドク・ベイはイスラーム世界およびアフリカ世界初の立憲君主となった。しかし、保守派の抵抗によって1864年に憲法は停止され、近代化=西欧化政策は挫折した。1869年には西欧化政策の負担によって財政は破綻した。

### フランス植民地期
1878年のベルリン会議でフランスの宗主権が列国に認められると、フランスによるチュニジア侵攻が行われ、1881年のバルドー条約、1883年のラ・マルサ協定でフランスの保護領フランス領チュニジア（1881年 - 1956年）となった。この結果、ベイは名目のみの君主となり、事実上の統治はフランス人総監が行い、さらに政府および地方自治の要職もフランス人が占めた。

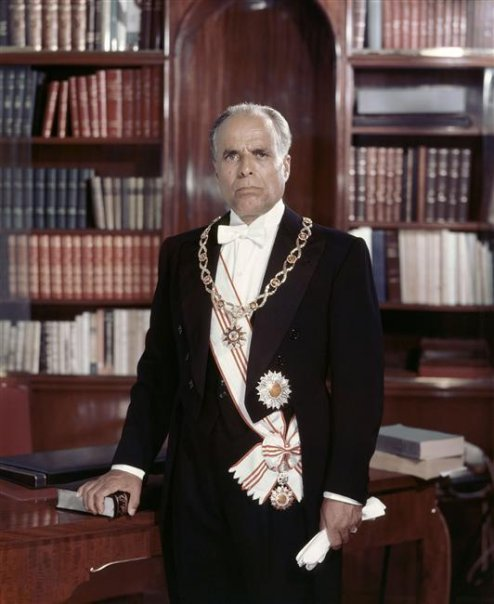
初代大統領ハビーブ・ブルギーバ

1907年にはチュニジア独立を目的とする結社「青年チュニジア党」が創設され、1920年には「憲政党」に発展し、チュニジア人の市民権の承認、憲法制定、チュニジア人の政治参加を求める運動を展開する。
第二次世界大戦では北アフリカ戦線の一部となり、イタリアに近いため枢軸国が最後まで拠点とした。

### 独立
ハビーブ・ブルギーバの「新憲政党」はチュニジアの完全独立を要求した。このようなチュニジアの民族運動の高まりを受けてフランス政府は戦後の1956年、ベイのムハンマド8世アル・アミーンを国王にする条件で独立を受け入れた。初代首相にはブルギーバが選ばれ、チュニジア王国（1956年 - 1957年）が成立し、独立を達成した。しかし、翌1957年には王制を廃止。大統領制を採る「チュニジア共和国」が成立した。首相から横滑りで大統領となったブルギーバは1959年に憲法を制定し、社会主義政策を採るが、1970年代には自由主義に路線を変更した。しかし長期政権の中、ゼネストと食糧危機など社会不安が高まり、1987年には無血クーデターが起こり、ベン＝アリー首相が大統領に就任し、ブルギーバ政権は終焉した。

### その後
1991年の湾岸危機ではイラクのサッダーム・フセイン政権を支持し、アラブ人の連帯を唱えた。1990年代には隣国アルジェリアでイスラーム主義組織によるテロが繰り広げられ、内戦に発展したため（アルジェリア内戦）、イスラーム主義組織は厳しく弾圧された。
現在では、イスラーム諸国のなかでは比較的穏健なソフトイスラムに属する国であり、中東と西洋のパイプ役を果たしている。観光地としても発達し、アフリカの国の中では良好な経済状態である。一方で若者の失業率は30%前後と高く、国民の不満は後述するジャスミン革命などにつながった。

### 民主化運動
2010年末に始まった退陣要求デモが全土に拡大する中、2011年1月14日に国外に脱出したベン＝アリー大統領の後任としてまずモハメッド・ガンヌーシ首相が暫定大統領への就任を宣言、翌1月15日に憲法評議会は規定に基づき下院議長のフアド・メバザを暫定大統領に任命。この一連の事件はジャスミン革命と呼ばれる。この革命を発端に、政変活動が中東・北アフリカ地域に瞬く間に広がる（アラブの春）も、他国ではことごとく失敗し（アラブの冬）、チュニジアは唯一の成功例となった。
2011年10月23日、革命後初の選挙（定数217）が行われた。穏健派の「ナフダ」が第1党に進出した。4割の得票で89議席、CPRが29議席、エタカトルが20議席を獲得した。今回は33の選挙区ごとに政党の候補者リストに投票する比例代表選挙であった。参加政党数は80を超え、立候補者数も1万1千人と多かった。
11月19日制憲議会選挙で第1党になったアンナハダ（ナフダ）と二つの世俗政党が政権協議した結果、ハマディ・ジェバリ（アンナハダ）を次期首相に選出することで合意したと第2党の共和国のための会議（共和国会議、CPR）当局者が明らかにした。また、次期大統領にはモンセフ・マルズーキ（CPR党首）、議会議長に第3党の「労働・自由民主フォーラム」（FDTL、通称エタカトル）のムスタファ・ベンジャアファルが就任する。22日に選挙後初の議会が開かれ、主要人事が承認された。

2013年2月、野党党首暗殺事件の責任を取り、ジェバリ首相が辞任。マルズーキ大統領は3月アリー・ラライエド内相に組閣要請した。7月にはラライエドもまた繰り返される世俗派野党党首暗殺を受け、混乱収集のために12月をめどに総選挙を行うと表明。
2014年1月26日、制憲議会は新憲法案を賛成多数で承認し、27日にマルズーキ大統領が署名した。
2019年10月に就任したカイス・サイード大統領は、経済低迷や新型コロナウイルス感染症拡大への国民の不満を背景に、2021年7月25日に議会の停止と首相解任を発表した。2022年2月には、司法の独立のためにジャスミン革命後に設立された最高司法評議会を解散させて暫定司法評議会を置いて裁判官の解任権を得たと主張し、同年6月1日に裁判官57人を「腐敗し、テロリストを擁護している」という理由で解任した。サイード政権は、2014年憲法に代えて大統領権限を強化する憲法改正案を発表して同年7月25日の国民投票では94.5％の賛成（暫定結果）を得たが、イスラム主義勢力と世俗派を含めて投票ボイコット運動が展開されたこともあって投票率は30％強にとどまり、欧州連合（EU）は投票率の低さとジャスミン革命以来の民主主義の維持を注視していることを表明した。なお首相には、2021年10月、アラブ・マグリブ・チュニジアのすべてで初の女性首相であるナジュラ・ブデンが就任している。

## 政治

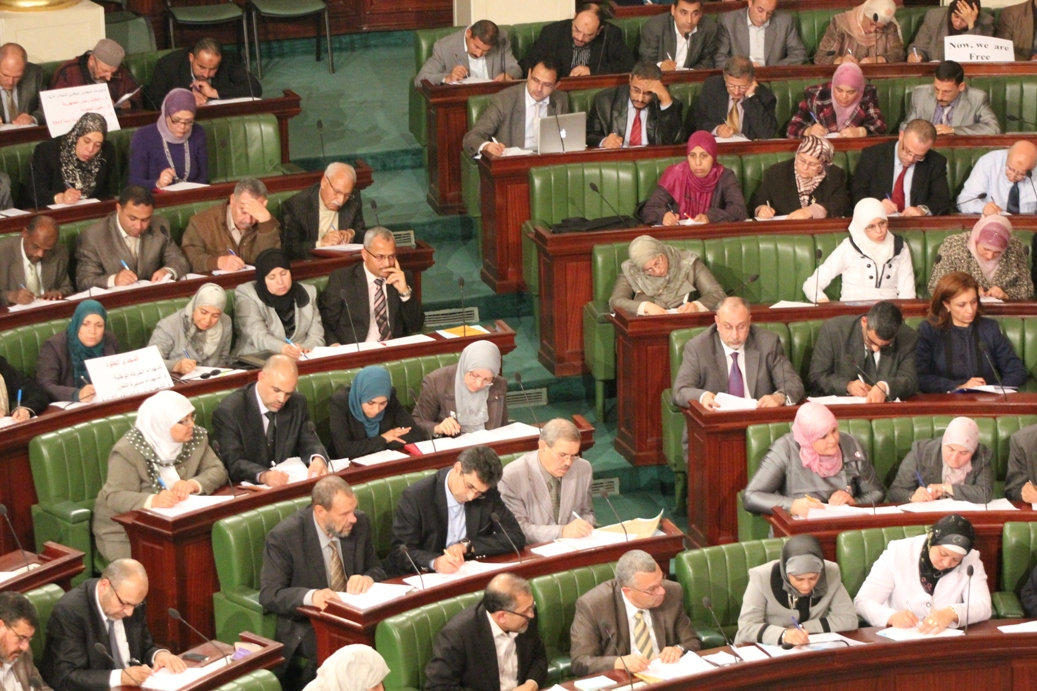
チュニジア議会

チュニジアの政体は共和制、大統領制を採用する立憲国家である。現行憲法は2022年8月16日に施行されたもの。

### 元首・行政
国家元首である大統領は、国民の直接選挙により選出される。任期は5年。再選制限は無い。憲法により大統領は行政の最高責任者とされ、首相・閣僚・各県の知事の任免権、チュニジア軍の最高指揮権、非常事態宣言の発令権など強大な権力を与えられている。首相および閣僚評議会（内閣に相当）は大統領の補佐機関に過ぎない。

### 立法
立法府は一院制の人民議会のみで構成されている。定数は217議席で、議員の任期は5年。
2011年のジャスミン革命以前は、2002年の憲法改正により新設された上院と、従来立法府として存在してきた代議院（下院に相当）の両院制で構成されていた。上院の定数は126議席で、うち85議席は地方議会による間接選挙により選出され、41議席は大統領による任命制である。代議院は定数189議席で、全議席が国民の直接選挙により選出される。議員の任期は上院が6年、代議院が5年である。

### 政党
1988年の憲法改正で複数政党制が認められたが、2011年の政権崩壊まで与党立憲民主連合（RDC）が事実上、チュニジア政治を担っていた。RDCは1988年まで社会主義憲政党（PSD）という名称で一党支配を行っており、複数政党制承認後にRDCと改称した後もチュニジアの支配政党であり続け、2011年まで一度も政権交代は成されていなかった。政権崩壊後の総選挙でナフダ（アンナハダ）が与党となったが、2023年4月に当時の党首が拘束されるとともに、治安当局により党本部が閉鎖された。その後の有力政党として、大統領のカイス・サイードを支持する7月25日運動が挙げられる。他に非合法化されたチュニジア共産党の流れを組むエッタジディード（変革）運動があったが、同党は他勢力と統合し「社会民主の道運動」（アル・マサール）になっている。
過去にもイスラーム主義政党も存在したが、共産党と同様に結党が禁じられていた。

### 司法
司法権は最高裁判所が担っている。

## 国際関係
独立直後から暫くはフランス軍のビゼルト基地問題や、アルジェリア戦争への対応を巡ってフランスと対決する姿勢で接したが、1970年代以降は親フランス、親西側政策が続いている。1980年代に入るとアラブ連盟の本部がエジプトの首都カイロからチュニスに移転し、事務局長にチュニジア人が選ばれ、1990年代のエジプトの連盟復帰までアラブ諸国の盟主にもなった。初代大統領ブルギーバはセネガルの初代大統領サンゴールらと共にフランコフォニー国際組織の設立に尽力した。
1974年1月にチュニジア国内の親アラブ派の意向によってリビアと合邦が宣言され、アラブ・イスラム共和国の成立が宣言されたが、この連合はすぐに崩壊した。その後、リビアはチュニジアと対立し、1980年のガフサ事件ではリビアで訓練を受けたチュニジア人反政府勢力がガフサの街を襲撃し、多くの被害を出した。1985年にはリビア軍がチュニジアとの国境付近に集結し、チュニジアを威嚇した。
パレスチナ問題を巡っては、チュニジアは僅かながら第三次中東戦争と第四次中東戦争にアラブ側で派兵した。1982年にパレスチナ解放機構（PLO）の本部がチュニスに移転。1985年にはPLOと対立するイスラエルの空軍による爆撃を受けた（木の脚作戦）。オスロ合意後の1994年にパレスチナに再移転した。チュニジアにはパレスチナ人難民はごく僅かしか流入しなかった。チュニジアはイスラエルを国家承認しているが、関係は決して良好とは言えず、ガザ紛争 (2008年-2009年)においてはイスラエルを非難している。

### 日本との関係
在留日本人数 - 136名（2018年10月，在留邦人統計）
在日チュニジア人数 - 907名（2019年12月，在留外国人統計）
- 2017年、元明治大学生の高橋佑規がチュニジアのバラエティ番組に出場しコントを披露したところ、評判となり、多数の番組に出演。アジア人の象徴的呼称がジャッキー・チェンから高橋に変化するほどの社会現象を引き起こした[12]。

駐日チュニジア大使館
- 住所：東京都千代田区九段南三丁目6-6
- アクセス：JR総武線・東京メトロ南北線・有楽町線・都営新宿線市ケ谷駅A3出口、または東京メトロ東西線・半蔵門線九段下駅2番出口

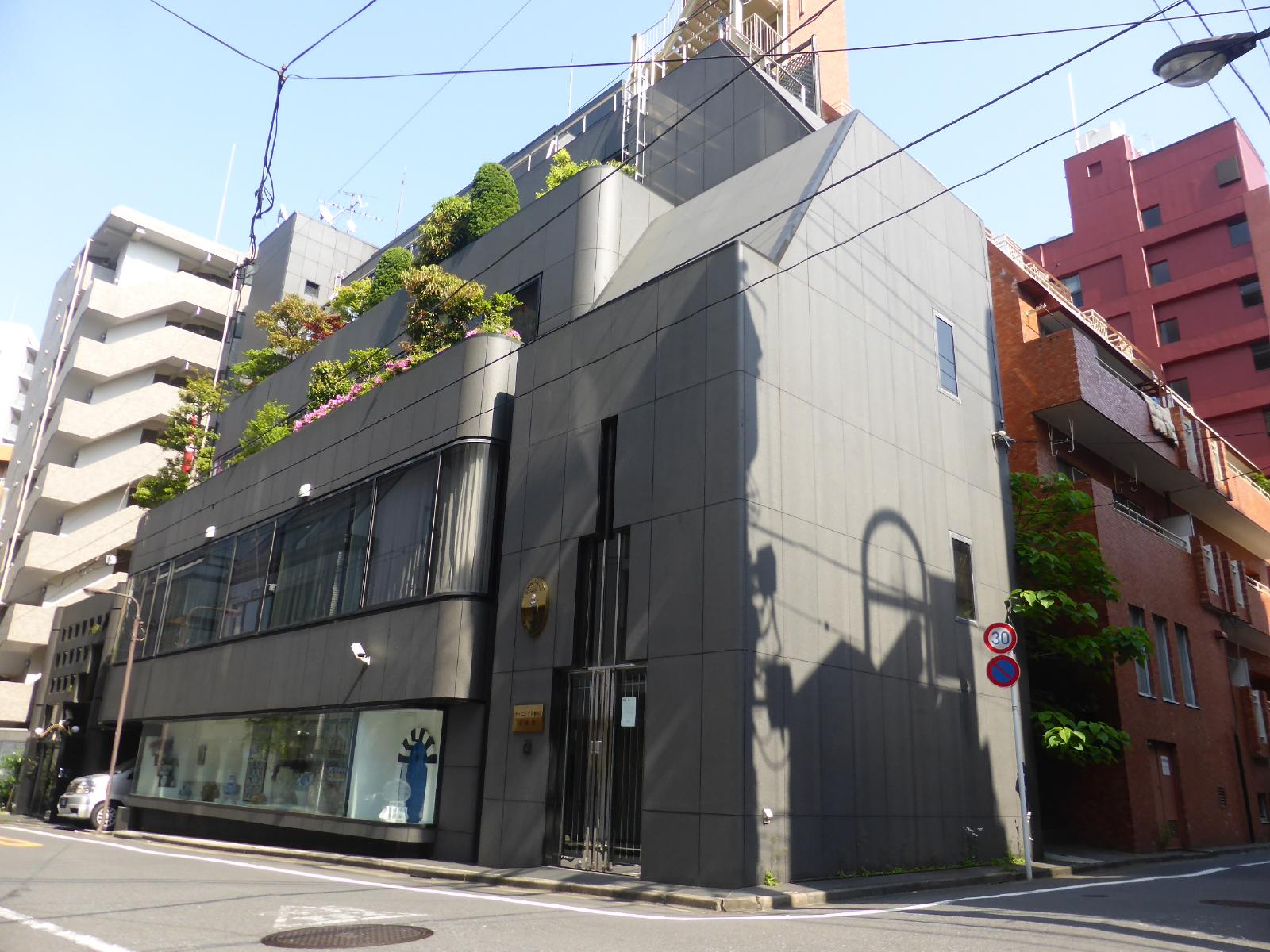
チュニジア大使館全景
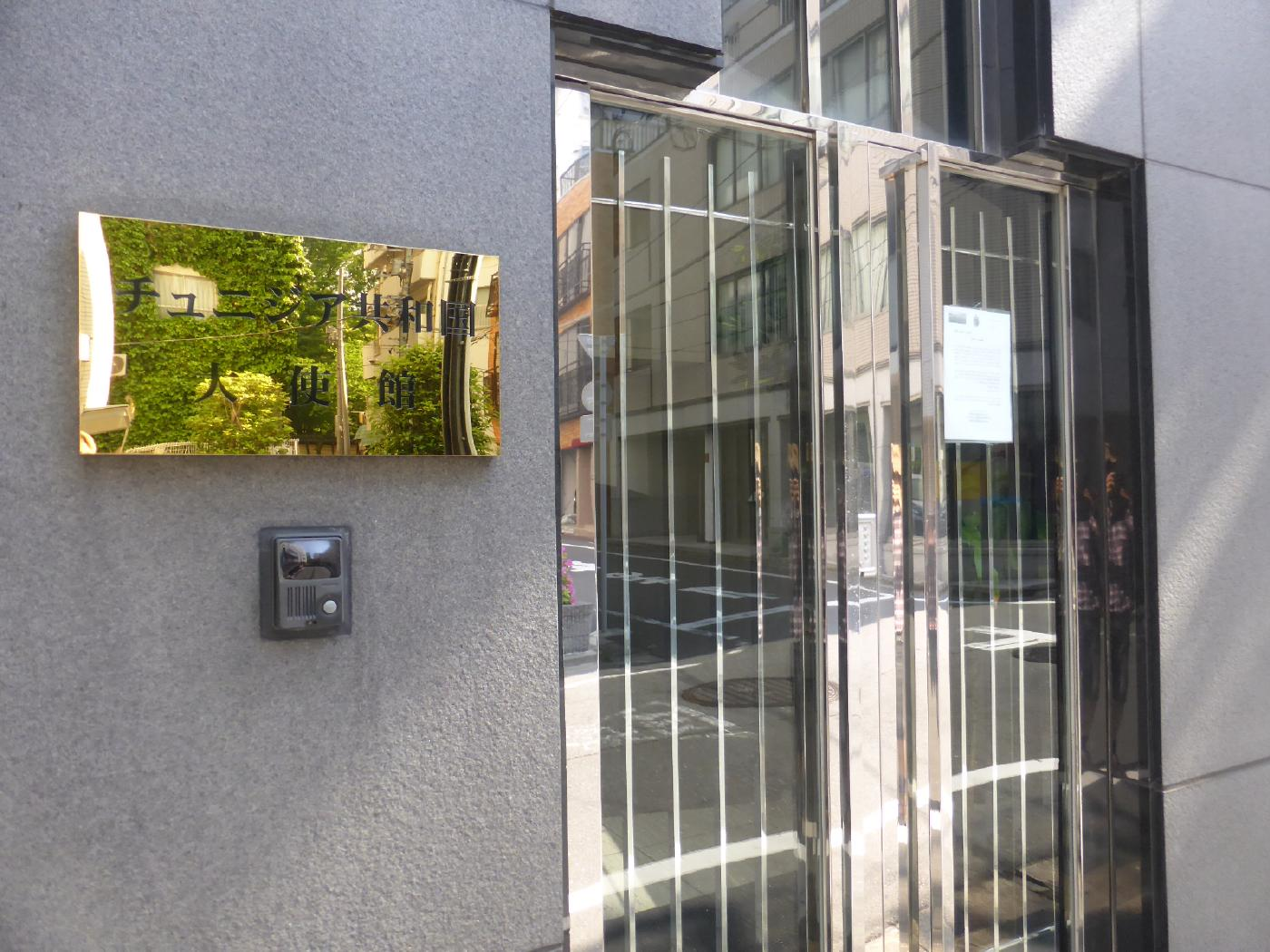
チュニジア大使館プレート
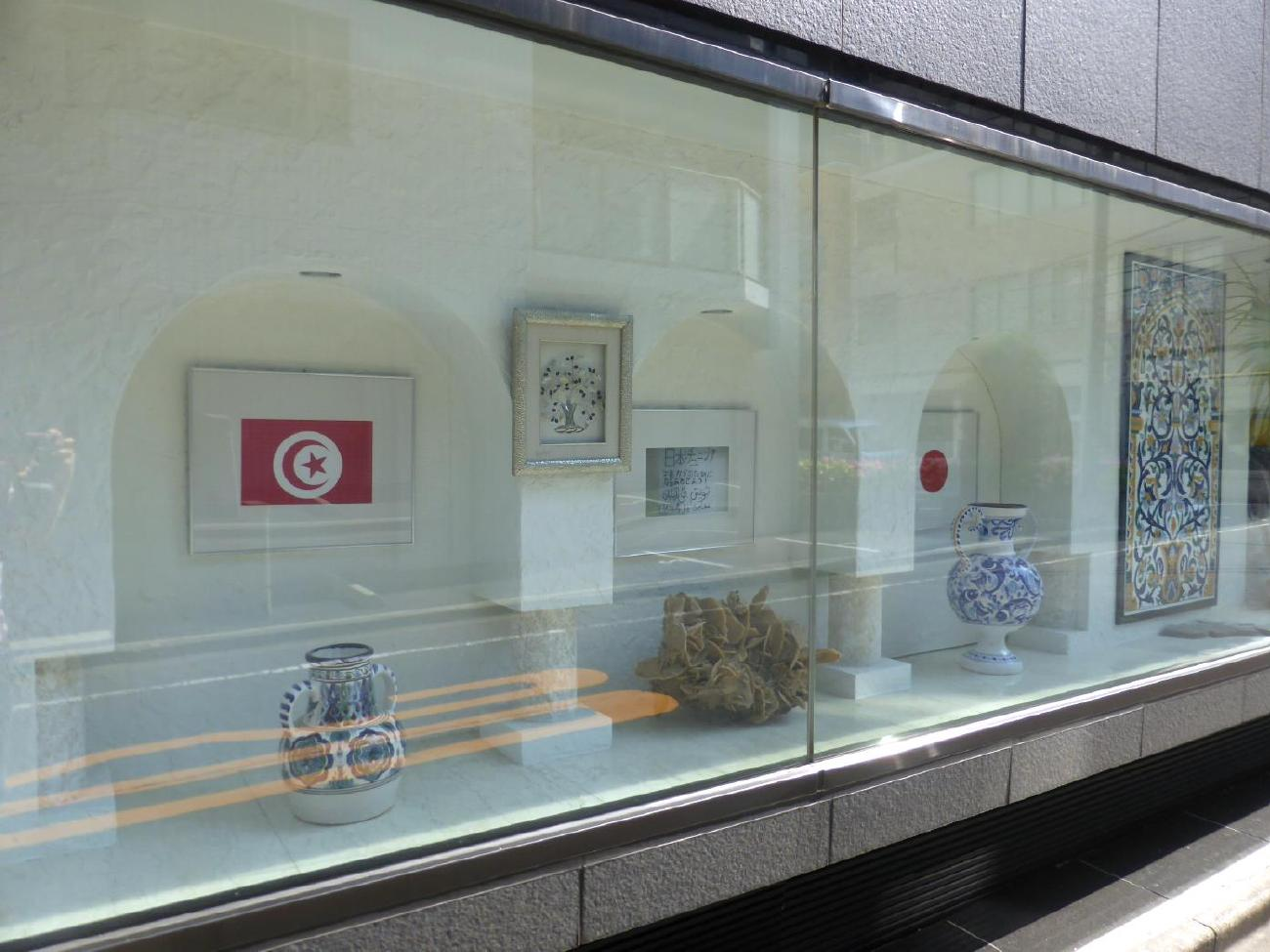
両国友好のディスプレイ

## 軍事
チュニジア軍は陸軍、海軍、空軍の三軍から構成され、総人員は約35,000人である。三軍の他にも内務省指揮下の国家警備隊と沿岸警備隊が存在する。成人男子には選抜徴兵制が敷かれている。
兵器体系はかつて中国から購入した哨戒艇などを除いて殆ど西側に準じている。

## 地理

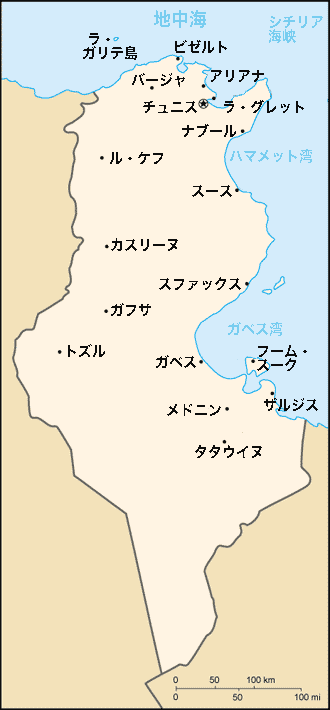
チュニジアの地図

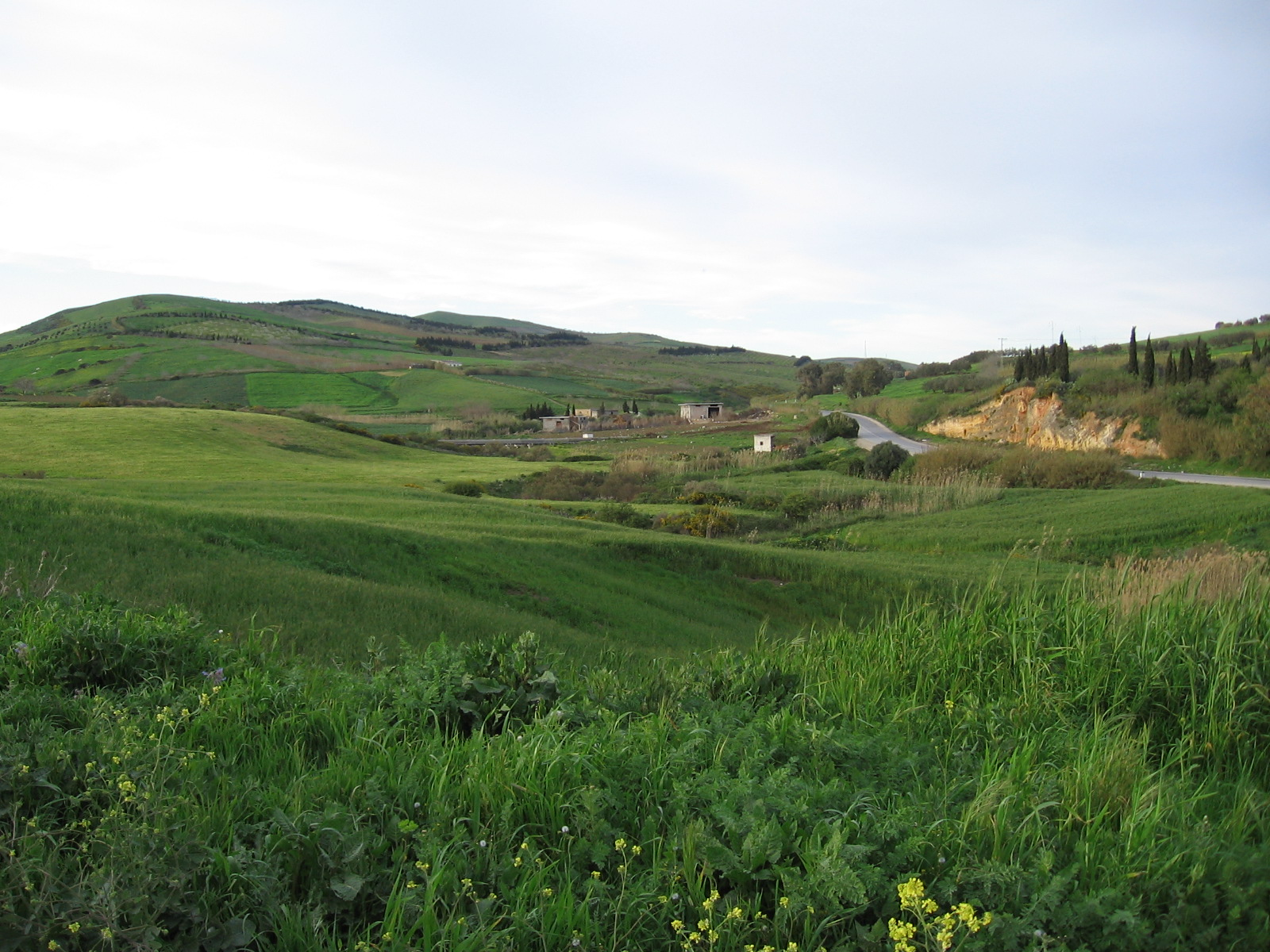
チュニジア北部の平原

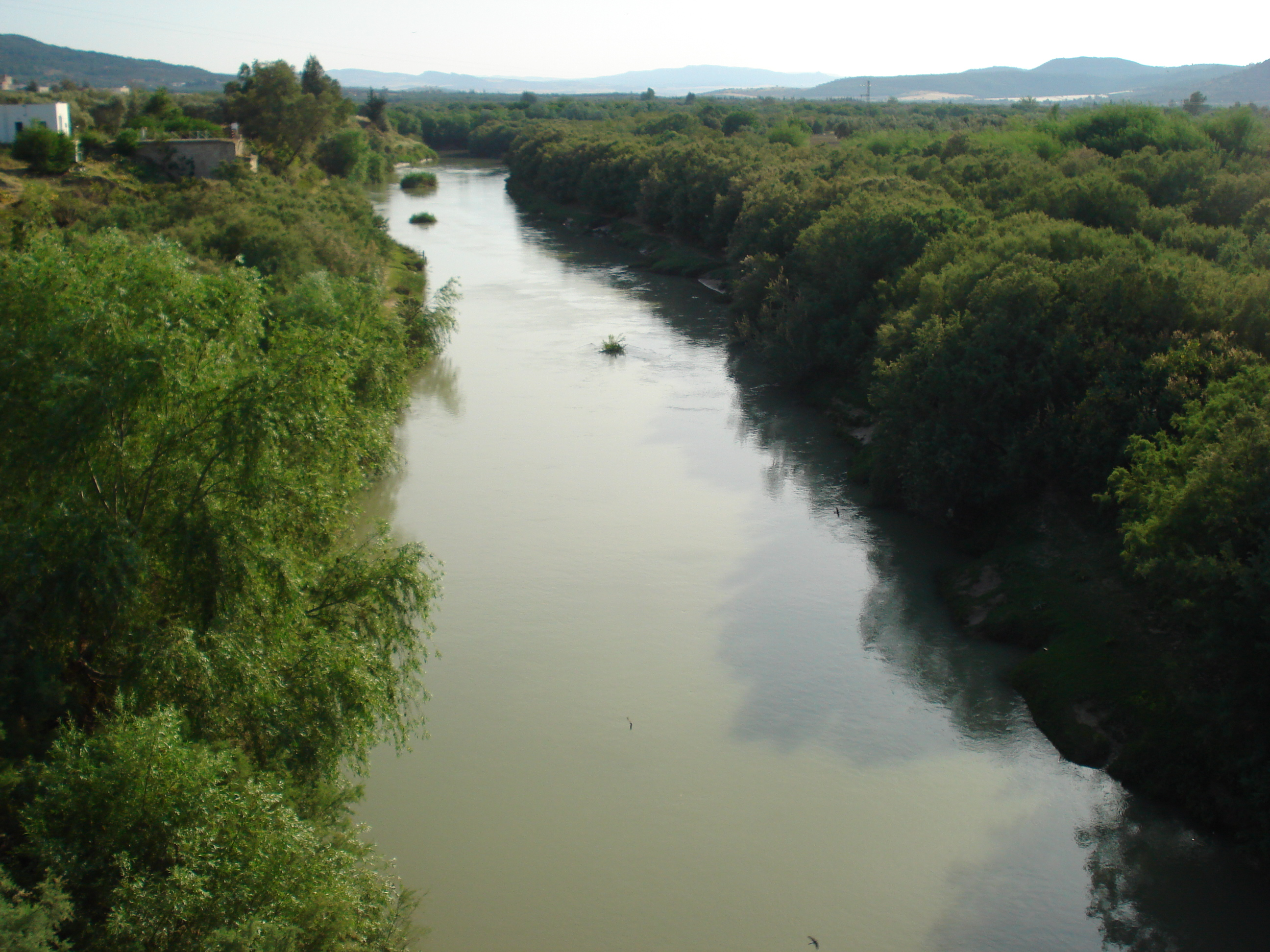
メジェルダ川

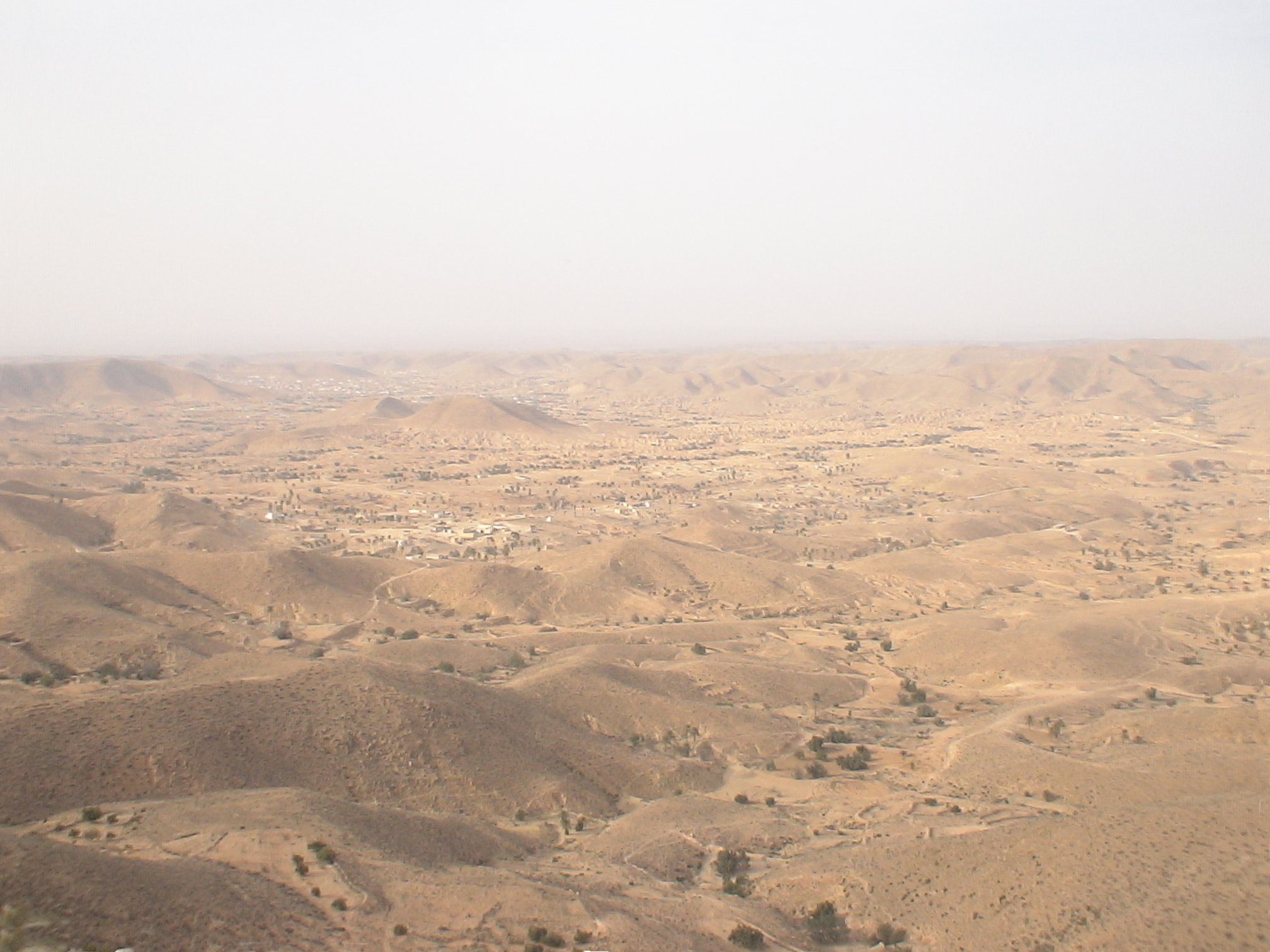
チュニジア南部のサハラ砂漠

国土は、北端から南端までが約850キロメートル、東の沿岸から西方の国境まで約250キロメートルと細長く、南北に伸び、南端は先の細いとがった形である。東はリビア、西はアルジェリアに隣接する。北岸、東岸は地中海に面する。
国土は北部のテル地域と中部のステップ地域、南部のテル地域の3つに大きく分けられる。北部地中海沿岸にはテル山地があり、その谷間を北東にメジェルダ川が流れている。メジェルダ川流域のメジェルダ平野は国内で最も肥沃な穀倉地帯になっている。東側の地中海に面した海岸線は約1300キロメートルにわたる。北からチュニス湾、ハンマメット湾、ガベス湾と並び、良港も多い。この沿岸部に古くから定住民が集住した。その南には、アルジェリアから続くアトラス山脈中の国内最高峰であるシャンビ山（1,544m）以東がドルサル山地となっている。ドルサル山地は地中海からの湿気を遮るため、ドルサル山地より南はガベス湾までステップ気候になっていて、西部の標高400m〜800mの地域をステップ高原、東部の標高400m以下の地をステップ平原と呼ぶ。ステップ高原の南には平方5000kmのジェリド湖（塩湖）がある。この塩湖の北にある町メトラーウィやその西のルダイフでは19世紀の末からリン鉱石の採掘が開始され、現在ではその産出量は世界第5位で、チュニジアの主要な輸出品ともなっている。
ガベス湾の沖にはジェルバ島が存在する。南半分はサハラ砂漠になっており、マトマタから南東にダール丘陵がリビアまで続く。ダール丘陵から東には標高200m以下のジェファラ平野が広がる。この砂漠は風によって絶えず景色が変化する砂砂漠（エルグ）、ごつごつした石や砂利と乾燥に強い植物がわずかにみられる礫砂漠、または植生のない岩肌がむき出しになっている岩石砂漠が広がっており、砂砂漠は一部であり、大部分は礫砂漠と岩石砂漠で占められている。
ケッペンの気候区分によると、北部の地中海沿岸部は地中海性気候となり、地中海沿岸を南に行くとスファックス付近からステップ気候になる。さらに南のサハラ砂漠は砂漠気候となる。春から夏にかけてサハラ砂漠から北にシロッコと呼ばれる熱風が吹き出す。北部では冬に雪が降ることがある。チュニスの年間降水量は470mm前後だが、北部のビゼルトでは1,000mmを超える。

## 地方行政区分

チュニジアの県

チュニジアには24のウィラーヤ（県、アラビア語: ولاية）に分かれている。各県の県知事は大統領による任命制。
1. アリアナ県 Ariana
2. ベジャ県 Béja
3. ベンナラス県 Ben Arous
4. ビゼルト県 Bizerte
5. ガベズ県 Gabès
6. ガフサ県 Gafsa
7. ジェンドゥーバ県 Jendouba
8. ケルアン県 Kairouan
9. カスリーヌ県 Kasserine
10. ケビリ県 Kebili
11. ケフ県 Kef
12. マーディア県 Mahdia
13. マヌーバ県 Manouba
14. メドニン県 Medenine
15. モナスティル県 Monastir
16. ナブール県 Nabeul
17. スファックス県 Sfax
18. シディブジッド県 Sidi Bou Said
19. シリアナ県 Siliana
20. スース県 Sousse
21. タタウイヌ県 Tataouine
22. トズール県 Tozeur
23. チュニス県 Tunis
24. ザグアン県 Zaghouan

### 主要都市
- チュニス（Tunis）首都
- スファックス（Sfax）
- カルタゴ（Carthage）
- スース（Sousse）
- シディ・ブ・サイド（Sidi Bou Said）
- ケルアン（Kairouan）
- ハマメット（Hammamet）
- ナブール（Nabeul）
- タバルカ（Tabarka）

## 経済
2000年代からチュニジアは経済の自由化と民営化のさなか、自らが輸出指向の国であることに気づいており、1990年代初期から平均5%の国内総生産（GDP）成長でありながらも、政治的に結びついたエリートが恩恵を受ける汚職に苦しんだ。チュニジアには様々な産業があり、農業や工業、石油製品から、観光にまで及ぶ。2008年ではGDPは410億ドル（公式為替レート）もしくは820億ドル（購買力平価）であった。農業分野はGDPの11.6%、工業は25.7%、サービス業は62.8%を占める。工業分野は主に衣類と履物類の製造や自動車部品と電子機器の生産からなる。チュニジアは過去10年間で平均5%の成長を成し遂げたが、特に若年層の高い失業率に苦しんでいる。
チュニジアは2009年には、世界経済フォーラムによってアフリカにおいて最も競争力のある経済と位置づけられた。全世界でも40位であった。チュニジアはエアバスやヒューレットパッカードなどの多くの国際企業の誘致に成功した 。
観光は2009年にはGDPの7%と37万人分の雇用を占めていた。
変わらず欧州連合（EU）諸国がチュニジアの最大の貿易パートナーであり、現在チュニジアの輸入の72.5%、チュニジアの輸出の75%を占めている。チュニジアは地中海沿岸でヨーロッパ連合の最も確固とした貿易パートナーの一つであり、EUの30番目に大きい貿易パートナーに位置づけている。チュニジアは1995年7月に、EUとヨーロッパ連合連合協定を締結した最初の地中海の国である。ただし、効力が生じる日の前に、チュニジアは両地域間の貿易で関税を撤廃し始めた。チュニジアは2008年に工業製品への関税撤廃を完了し、そのためEUとの自由貿易圏に入った、最初の地中海沿岸の国になった。
チュニス・スポーツ・シティはチュニスで建設されている完全なスポーツ都市である。集合住宅に加え多くのスポーツ施設からなるこの都市は50億ドル(約500億円)かけてUAEのBukhatirグループによって建設される。チュニス・ファイナンシャル・ハーバーは30億ドル(約300億円)の開発利益を見込むプロジェクトにおいてチュニス湾にある北アフリカで初めてのオフショア金融センターになる。チュニス・テレコム・シティはチュニスにおけるITハブを作成する30億ドル（約300億円）規模のプロジェクトである。
チュニジア経済には小麦とオリーブを中核とする歴史のある農業、原油とリン鉱石に基づく鉱業、農産物と鉱物の加工によって成り立つ工業という三つの柱がある。そのため他のアフリカ諸国より工業基盤は発達しており、1人当たりのGDPは約4000ドルでありモロッコやアルジェリアと共にアジアの新興国とほぼ同じレベルである。急速な成長を見せているのは欧州諸国の被服製造の下請け産業である。貿易依存度は輸出34.4%、輸入45.2%と高く、狭い国内市場ではなく、フランス、イタリアを中心としたEU諸国との貿易の占める比率が高い。2003年時点の輸出額80億ドル、輸入額109億ドルの差額を埋めるのが、24億ドルという観光収入である。国際的には中所得国であり、アフリカ開発銀行（ADB）の本部が置かれている。
フランスやリビアに出稼ぎしているチュニジア人労働者からの送金も大きな外貨収入源となっている。

### 農業

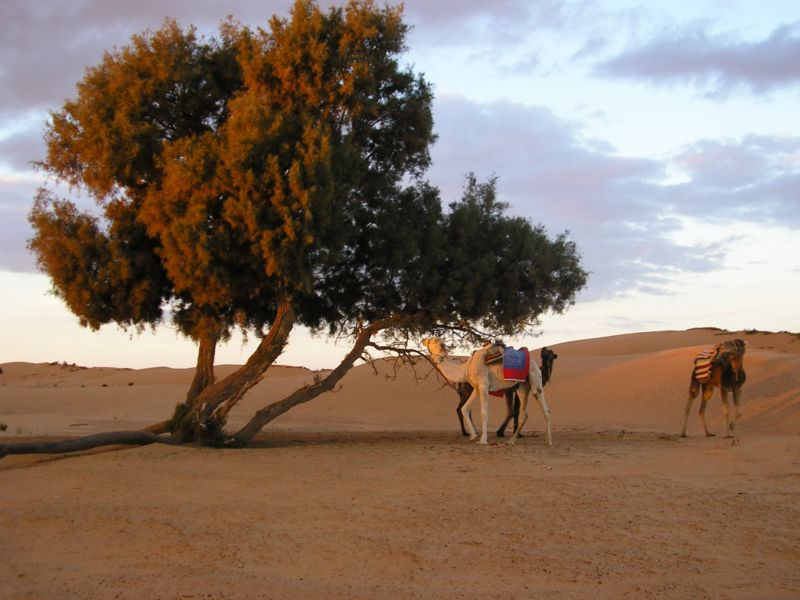
南部の典型的な風景。国土の南部はサハラ砂漠に連なるが、農地の比率は国土の3割を超える。

アトラス山脈の東端となる国の北側を除けば国土の大半はサハラ砂漠が占めるものの、農地の占める割合が国土の31.7%に達している。ヨーロッパに比べて早い収穫期を生かした小麦の栽培と輸出、乾燥気候にあったオリーブと野菜栽培が農業の要である。食糧自給率は100%を超えている。
北部は小麦栽培と畜産が盛ん。ヒツジを主要な家畜とする畜産業は北部に集中するが、農業に占める比率は中部、南部の方が高い。2005年時点の生産高を見ると、世界第5位のオリーブ（70万トン、世界シェア4.8%）、世界第10位のグレープフルーツ（7.2万トン、2.0%）が目を引く。ナツメヤシ（13万トン、1.8%）、らくだ23万頭（1.2%）といった乾燥気候を生かした産物・家畜も見られる。主要穀物では小麦（136万トン）が北部で、大麦（44万トン）は主に南部で生産されている。生産量ではトマト（92万トン）も目立つ。

### 鉱業
チュニジア鉱業の中核は、世界第5位のリン鉱石（リン酸カルシウム、240万トン、5.4%）、主な鉱山は国土の中央部、ガフサ近郊にある。油田は1964年にイタリア資本によって発見され、南部のボルマ近郊の油田開発が進んでいる。一方、リビア国境に近いガベス湾の油田はあまり進んでいない。2004年時点の採掘量は、原油317万トン、天然ガス82千兆ジュールである。エネルギー自給率も100%を超えている。このほか、亜鉛、銀、鉄、鉛を採掘している。これはプレート移動によって形成された褶曲山脈であるアトラス山脈に由来する。全体的な鉱業の様相はアトラス山脈西端に位置する国モロッコとよく似ている。

### 工業
チュニジア工業は農業生産物の加工に基づく食品工業、鉱物採取と連動した化学工業、加工貿易を支える機械工業と繊維業からなる。食品工業は、6000万本にも及ぶオリーブから採取したオリーブ油と、加工野菜（缶詰）が中心である。オリーブ油の生産高は世界第4位（15万トン、6.4%）だ。化学工業は主として肥料生産とその派生品からなる。世界第3位のリン酸（63万トン、3.7%）、同第6位の硫酸（486万トン、4.8%）、同第7位のリン酸肥料（97万トン、2.9%）である。主な工業都市は首都チュニス。

### 貿易

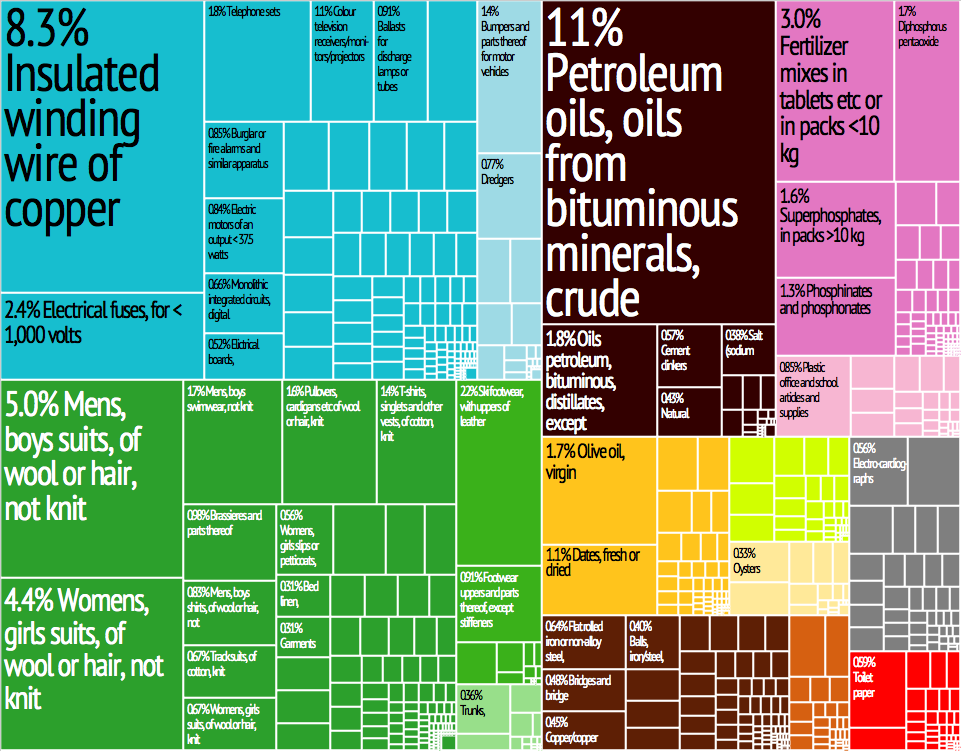
28色で分けられたカテゴリにおけるチュニジアの輸出品目の図説。

輸出に占める工業製品の比率が81%、輸入に占める工業製品の比率が77.8%であるため、加工貿易が盛んに見える。これは、繊維産業と機械産業によるものだ。輸出を品目別に見ると、衣料37.0%、電気機械11.9%、原油5.4%、化学肥料4.7%、織物3.7%である。一方、輸入は、繊維14.7%、電気機械11.9%、機械類10.7%、自動車6.9%、衣料5.3%である。食料品が輸出に占める割合は7.6%、輸入では9.0%。主な貿易相手国はEC諸国、特に旧宗主国であったフランスと支配を受けたイタリアである。輸出入ともこの2国が約5割の比率を占める。金額別では輸出相手国が、フランス、イタリア、ドイツ、隣国リビア、ベルギー、輸入相手国がフランス、イタリア、ドイツ、スペイン、ベルギーである。

## 交通

### 高速道路
A1、A2、A3、A4の4つが主要路線となっている。また、一部区間はトランスアフリカンハイウェイの一部分となっている。

### 鉄道
北部を中心に、チュニジア鉄道が敷設されている。

### 航空
首都チュニスにはチュニス・カルタゴ国際空港があるほか、ヨーロッパではリゾート地として知られるエンフィダにはエンフィダ＝ハンマメット国際空港が、ジェルバ島にはジェルバ＝ザルジス国際空港があり、いずれの空港も主として周辺国やヨーロッパの都市と結ばれている。

## 国民
イスラーム国だが世俗的な国家であり、独立と同年の1956年、ブルギーバ初代大統領の「国家フェミニズム」の下で制定された家族法によって、トルコと同様に一夫多妻制や公共の場でのスカーフやヴェールの着用は禁止されている。続くベン・アリー大統領もフェミニズム政策を踏襲し、1993年には婚姻後の夫婦共有財産も個別財産として選択可能となった。家族法制定から現在まで女性の社会進出が著しく、アラブ世界で最も女性の地位が高い国となっている。イスラム世界では珍しく、チュニジアは中絶が法律で認められている国である。1956年の独立時から2007年までの人口増加が約2.3倍である。

### 民族
住民はアラブ人が98%である。チュニジアの先住民はベルベル人やフェニキア人だったが、7世紀のアラブによる征服以降、住民の混血とアラブ化が進んだため、民族的にはほとんど分けることが出来ない。残りはヨーロッパ人が1%、ベルベル語を話すベルベル人、ユダヤ人、黒人などその他が1%である。

### 言語

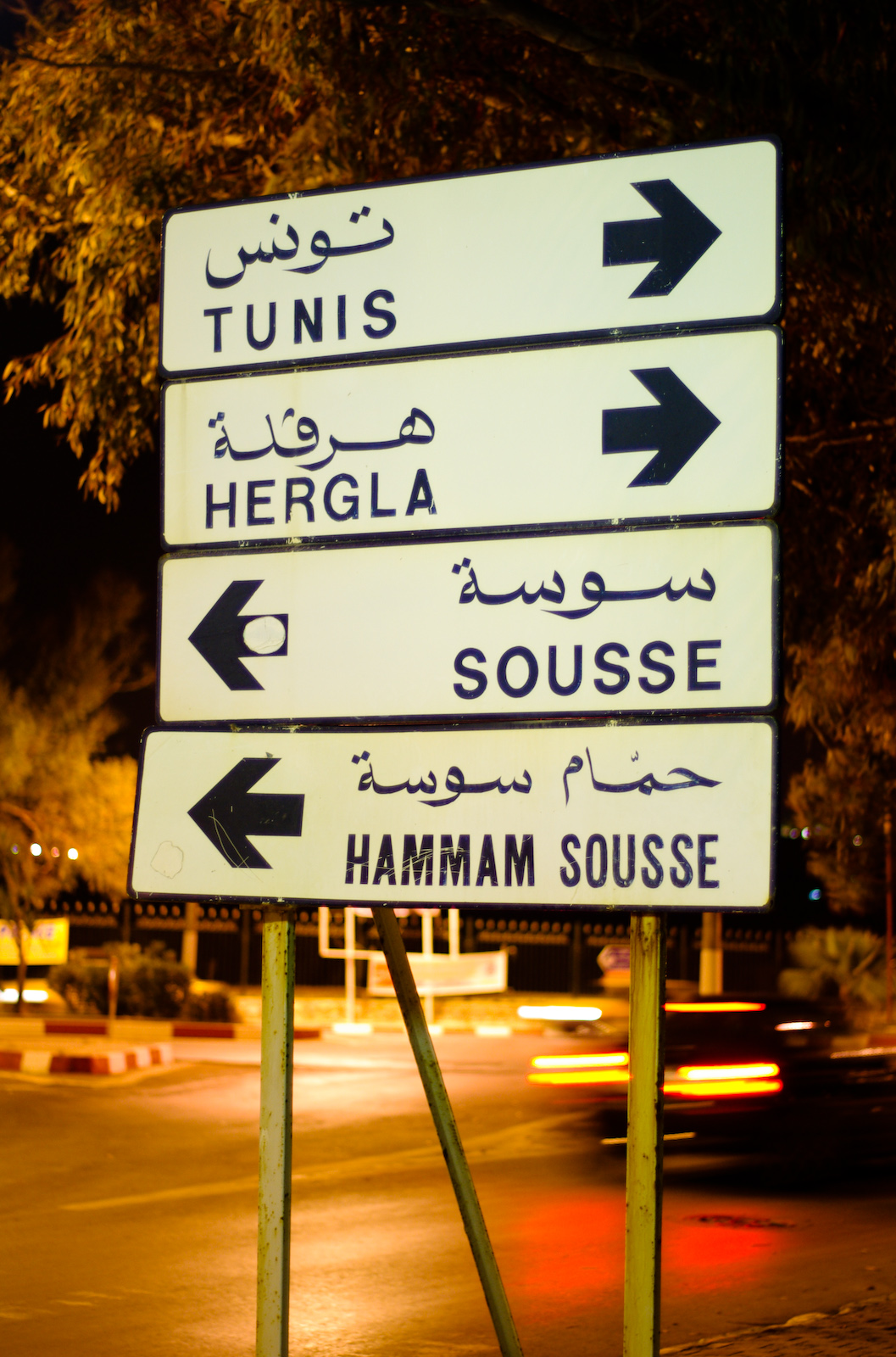
アラビア文字とラテン文字で表記されたチュニジアの交通標識。

アラビア語が公用語であるが、独立前はフランスの保護下にあったことからフランス語も広く普及しており、教育、政府、メディア、ビジネスなどで使われるなど準公用語的な地位となっている。教授言語はフランス語とアラビア語の両方となっており、大多数の国民がフランス語を話すことが可能である。チュニジア語はマルタ語に近い。また、ごく少数ながらベルベル語の一つであるシルハ語も話されている。

### 宗教
イスラームが国教であり、国民の98%はスンナ派で、僅かながらイバード派の信徒も存在する。その他、ユダヤ教、キリスト教（主にカトリック、ギリシャ正教、プロテスタント）。イスラームも比較的戒律は緩やかで、女性もヴェールをかぶらず西洋的なファッションが多く見られる。1980年代にイスラーム主義の興隆と共にヴェールの着用も復古したが、1990年代に隣国アルジェリアでイスラーム主義者と軍部の間で内戦が勃発すると、イスラーム主義は急速に衰退し、ヴェールの着用も衰退した。
チュニジア南部のジェルバ島はユダヤ人居住区の飛び地となっており、島のエル・グリーバ・シナゴーグは世界で最も古いシナゴーグの内の一つである。

### 教育

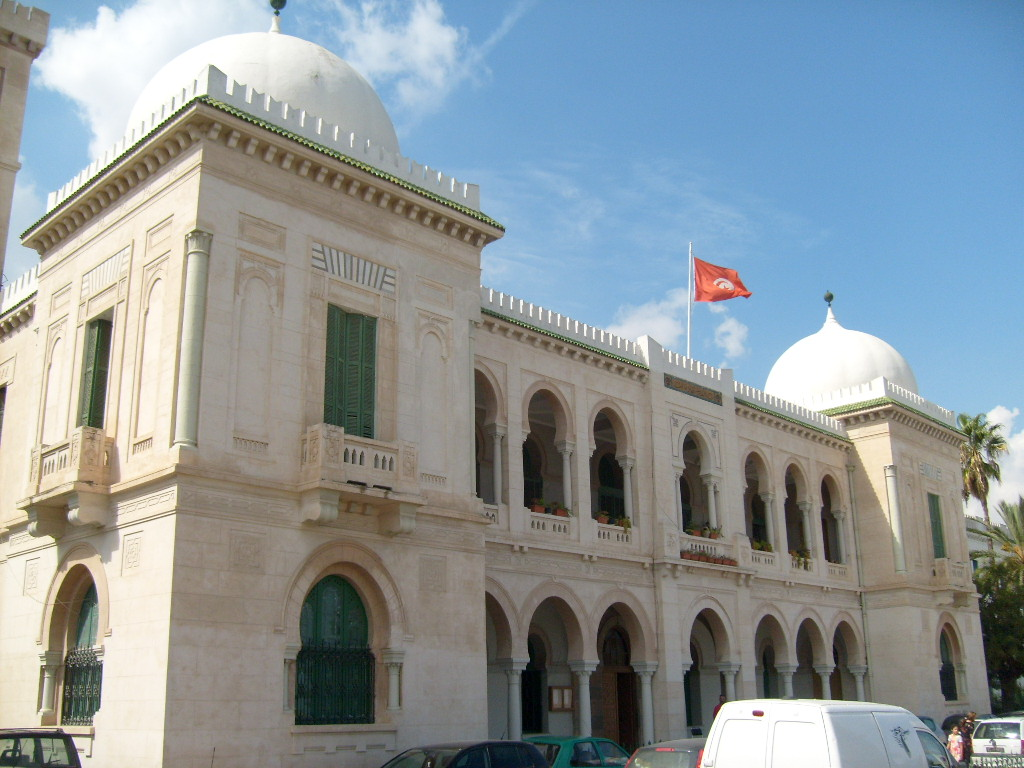
サディーキ校

6歳から16歳までの初等教育と前期中等教育が無償の義務教育期間となっており、その後4年間の後期中等教育を経て高等教育への道が開ける。チュニジアの児童は家庭でチュニジア語を学んだ後、学校で6歳から正則アラビア語の読み書きを、8歳からフランス語の読み書きを、12歳から英語を教わる。2004年のセンサスによれば、15歳以上の国民の識字率は74.3%（男性：83.4% 女性：65.3%）である。
主な高等教育機関としては、ザイトゥーナ大学（737年）、チュニス大学（1960年）、カルタゴ大学（1988年）、エル・マナール大学（2000年）などが挙げられる。名門リセ（高校）としてはサディーキ校（1875年）も挙げられる。

## 治安
2021年03月25日時点で日本国外務省は「チュニジアの一般的な治安は比較的安定していますが、デモ隊と治安部隊との衝突、テロ事件の発生、テロ組織の摘発等が散見されますので、治安情勢には十分注意してください。近年では、凶器を使った強盗事件やひったくり事件等、日本人が犯罪の被害に遭うケースもみられます。特に、外国人旅行者は標的となりやすいので、所持品（多額の現金、デジタルカメラ、スマートフォン、旅券等）の管理には十分な注意が必要です。」としている。

## 文化

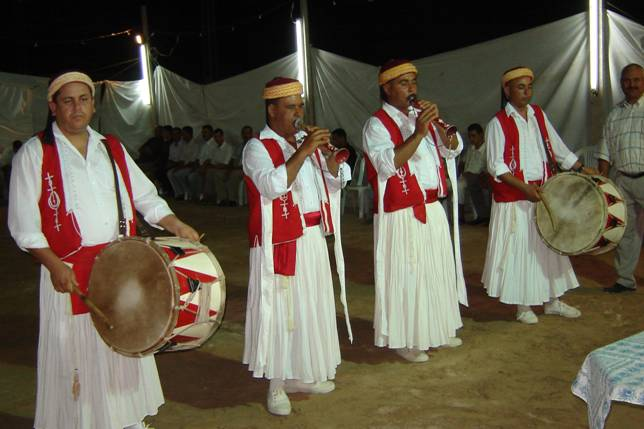
チュニジアの民族音楽団

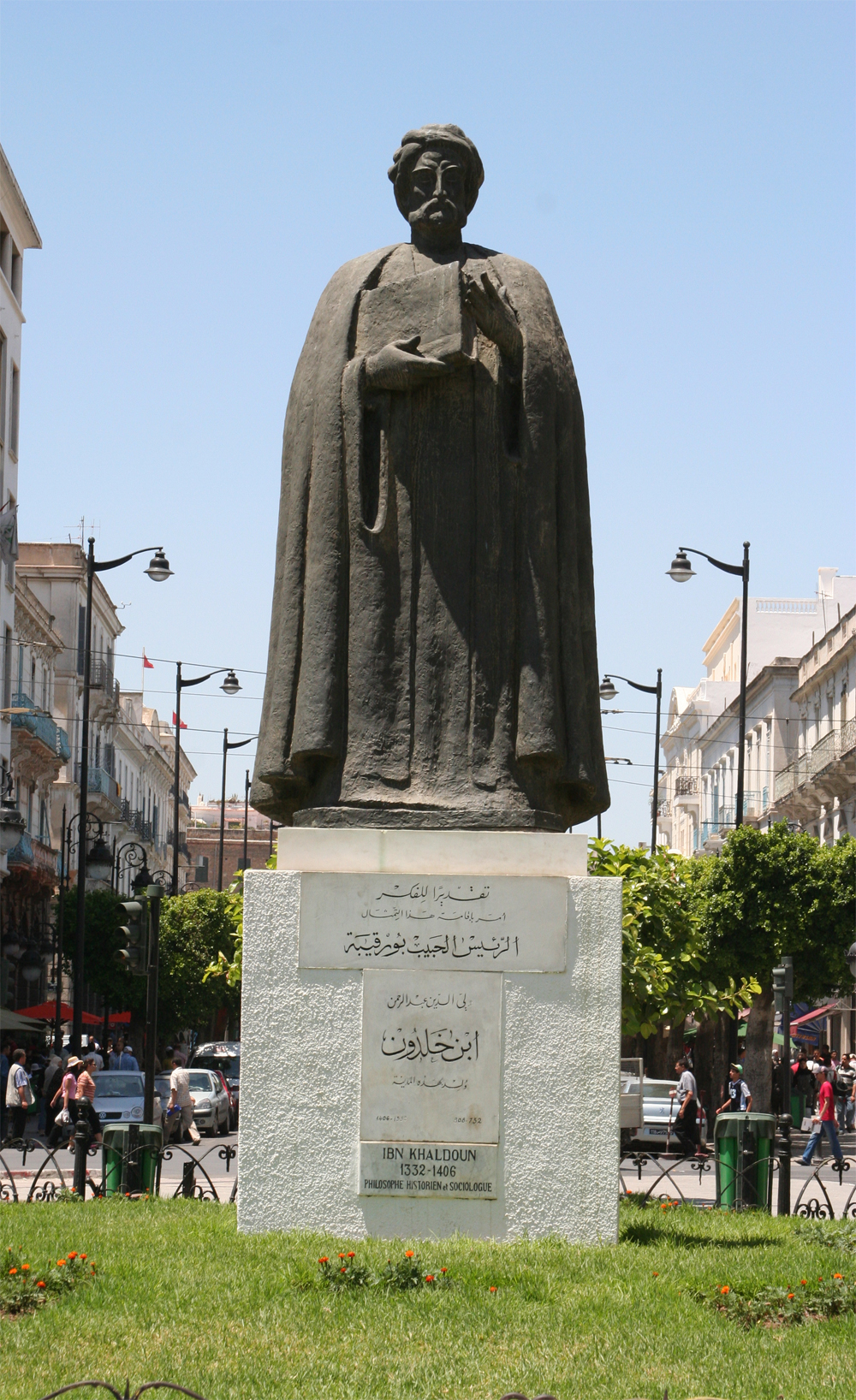
生誕地のチュニスに建立されたイブン・ハルドゥーンの銅像

### 食文化
代表的なチュニジア料理としてはクスクス（粒状のパスタ）、ブリック、ラブレビなどが挙げられる。チュニジアはイスラーム国であるが、ワインの生産国でもある。チュニジア・ワインにはフランスワインの影響によりロゼワインも多い。マツの実入りのミントティーがあり、オレンジ、ゼラニウムなどの花の蒸留水フラワーウォーターはコーヒー、菓子に入れる。

### 文学
大多数のチュニジア人の母語はアラビア語である。。現代の代表的なチュニジア出身の作家としては、アルベール・メンミ、アブデルワハブ・メデブ、ムスタファ・トゥリリなどが挙げられる。

### 哲学
中世において「イスラーム世界最大の学者」と呼ばれるチュニス出身のイブン・ハルドゥーンは『歴史序説』を著わした。ハルドゥーンは『歴史序説』にてアサビーヤ（集団における人間の連帯意識）を軸に文明の発達や没落を体系化し、独自の歴史法則理論を打ち立てた。ハルドゥーンは労働が富を生産するとの概念を、18世紀に労働価値説を唱えたアダム・スミスに先んじて説くなど天才的な学者であった。

### 映画
チュニジアは映画制作の盛んな国ではないが、チュニジア出身の映像作家としては『チュニジアの少年』（1990年）のフェリッド・ブーゲディールや、『ある歌い女の思い出』（1994年）のムフィーダ・トゥラートリなどの名が挙げられる。
1966年から二年に一度、カルタゴ映画祭が開催されている。

### 音楽
15世紀にスペイン人が移民した後にアンダルシアから輸入された音楽の一種である「マルーフ」で最もよく知られている。

### 世界遺産
チュニジア国内には、ユネスコの世界遺産リストに登録された文化遺産が7件、自然遺産が1件存在する。

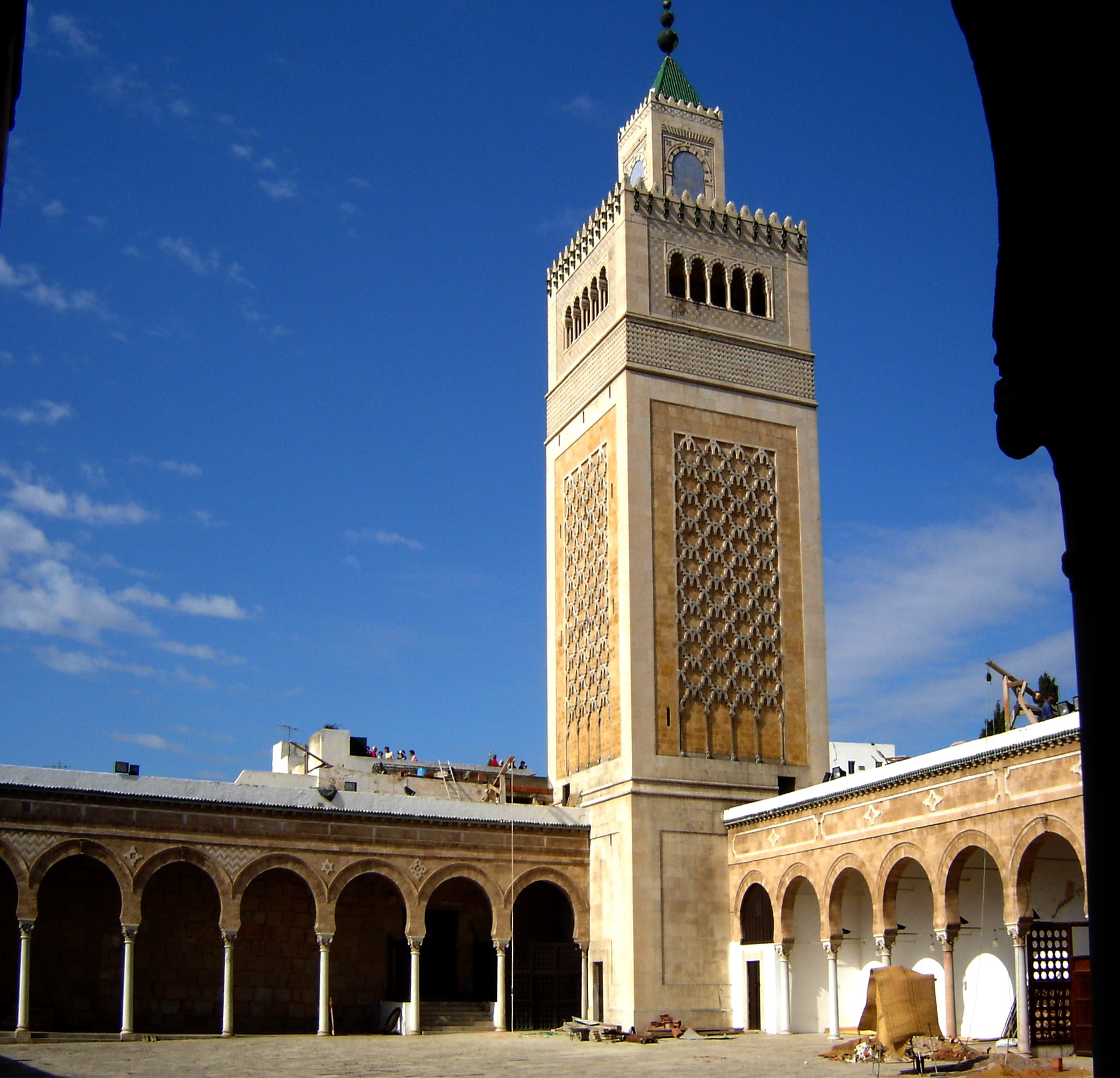
チュニス旧市街 - （1979年、文化遺産）
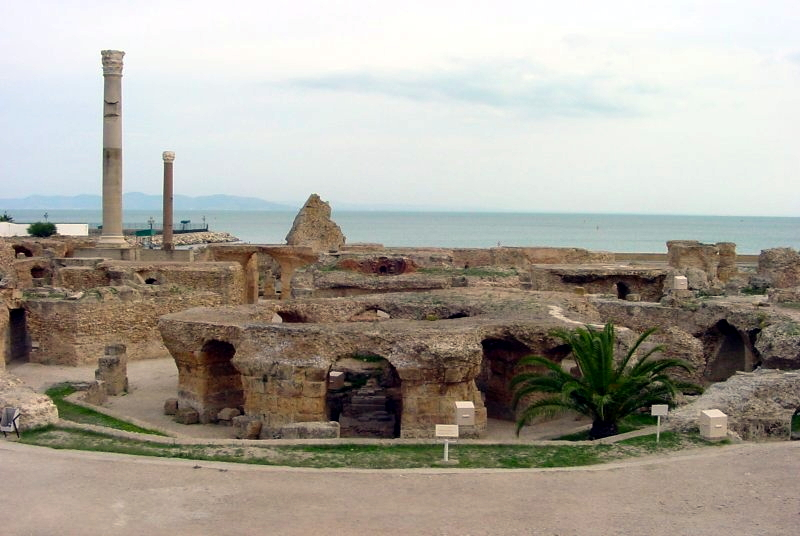
カルタゴ遺跡 - （1979年、文化遺産）
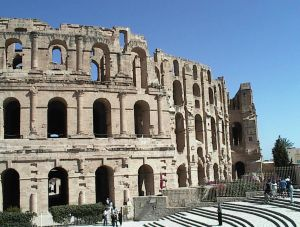
エル・ジェムの円形闘技場 - （1979年、文化遺産）
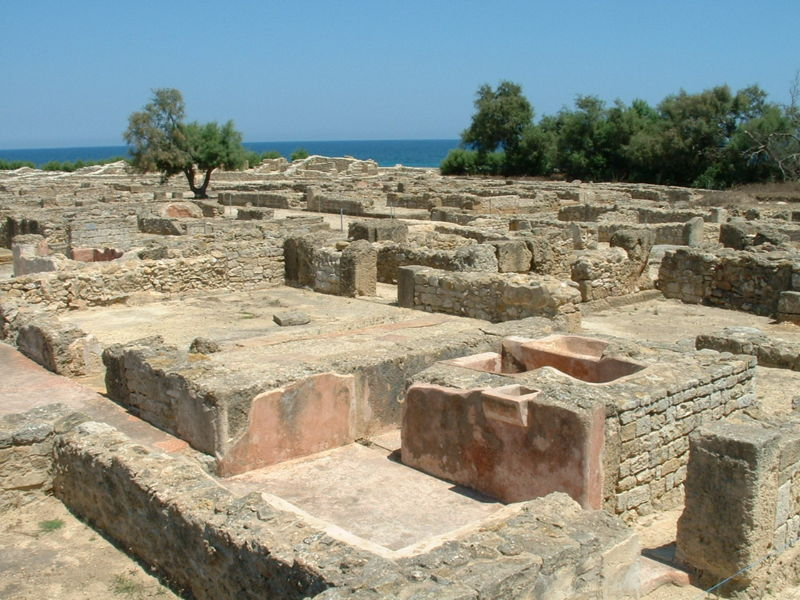
ケルクアンの古代カルタゴの町とその墓地遺跡 - （1985年、文化遺産）
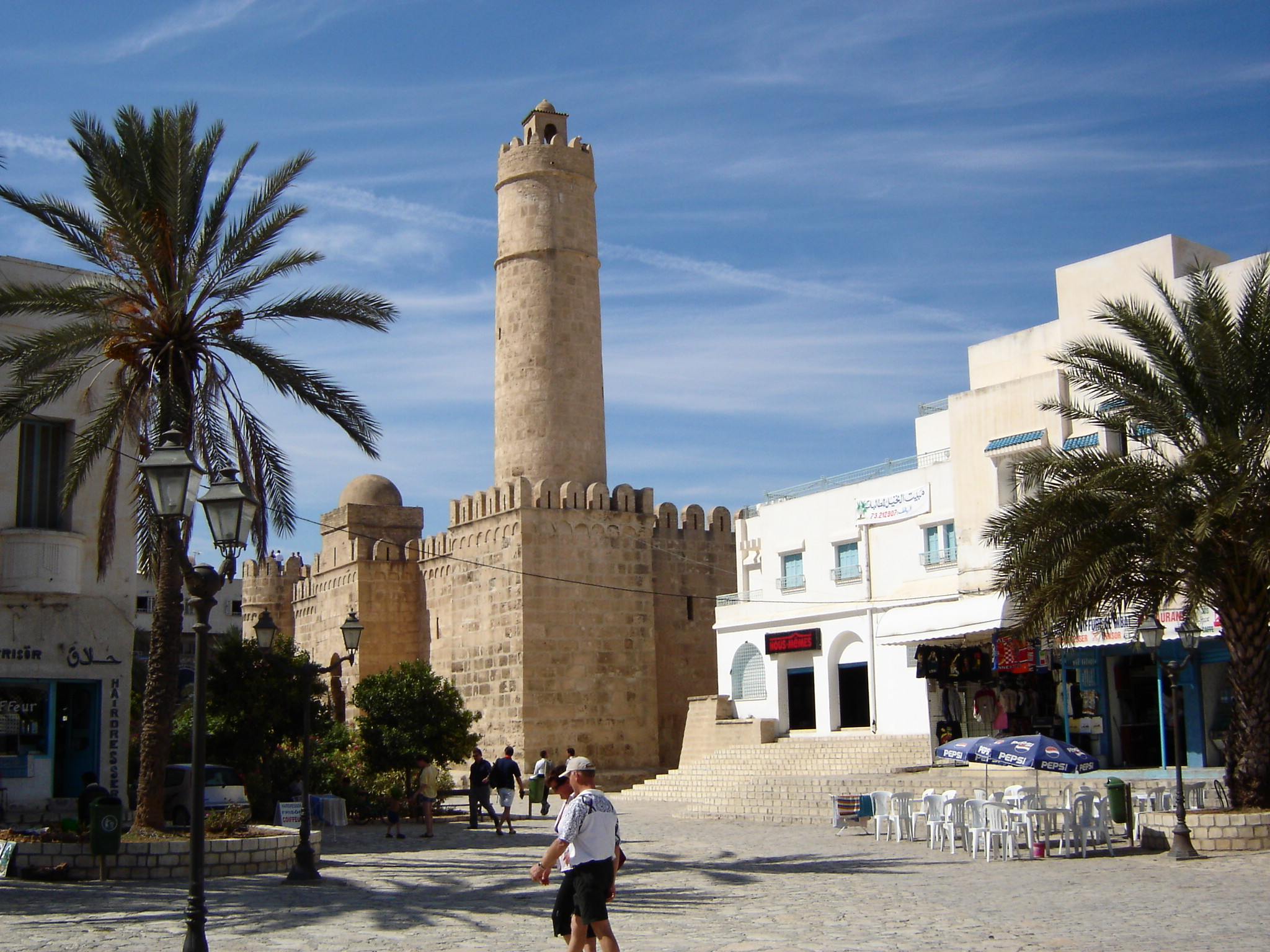
スース旧市街 - （1988年、文化遺産）
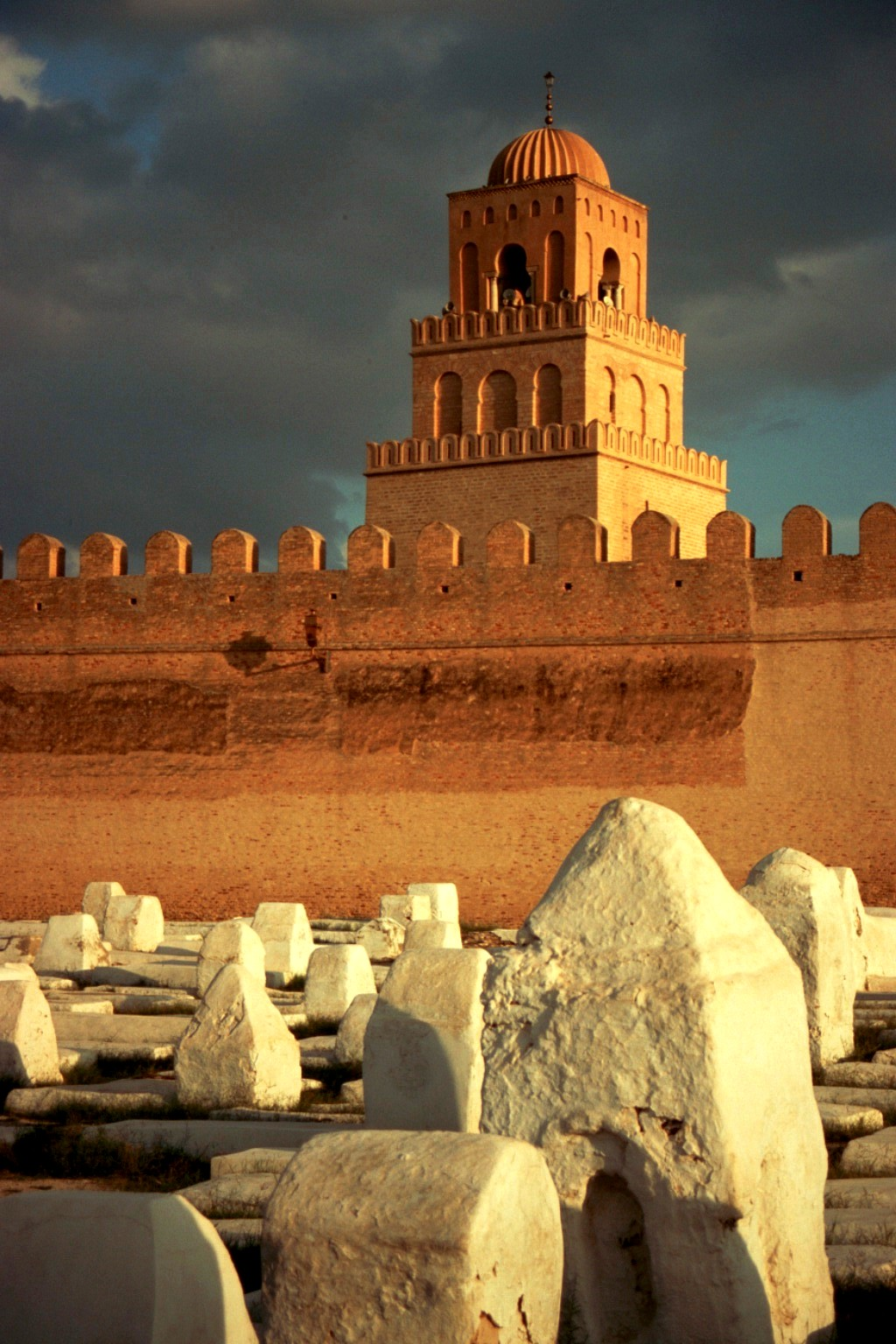
ケルアン - （1988年、文化遺産）
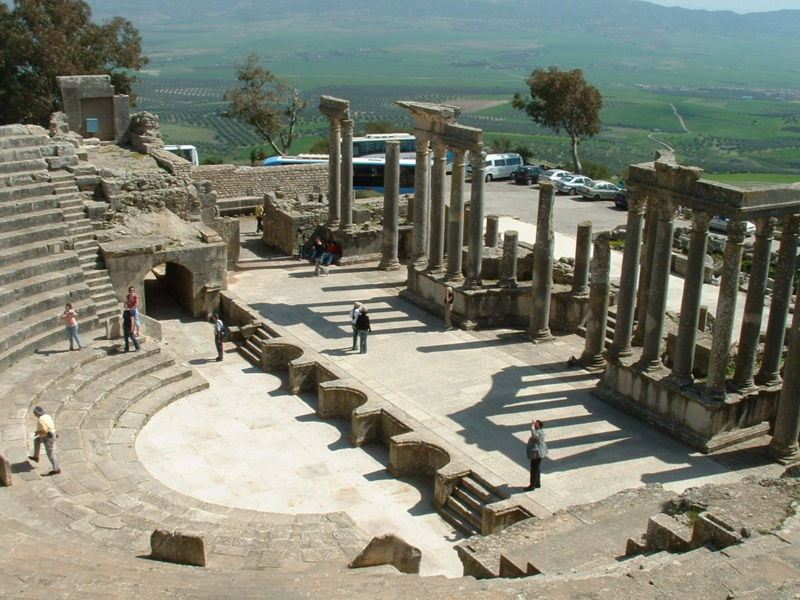
ドゥッガ/トゥッガ - （1997年、文化遺産）
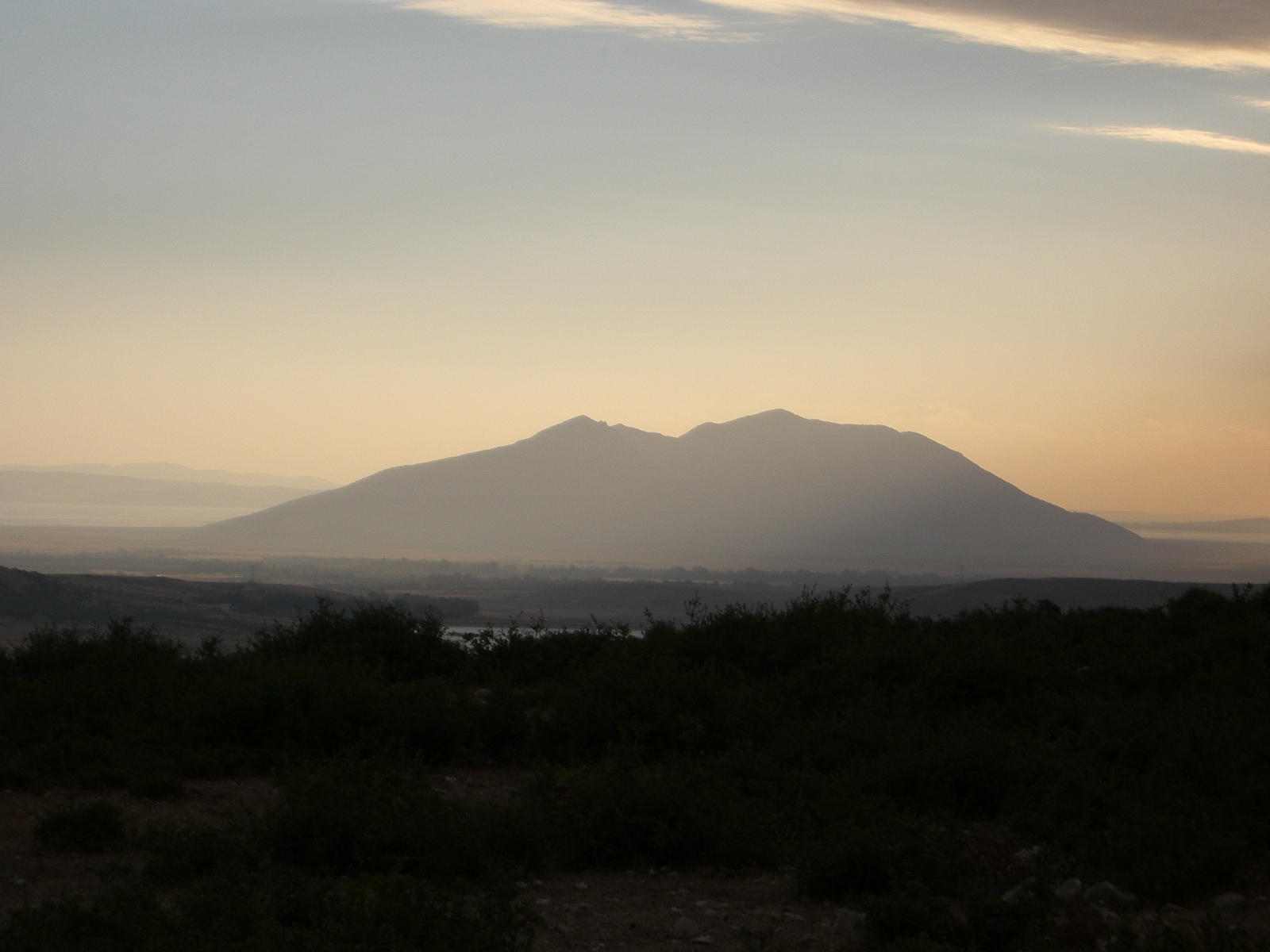
イシュケル国立公園 - （1980年、自然遺産）

### 祝祭日
| 日付     | 日本語表記           | 現地語表記 | 備考             |
| -------- | -------------------- | ---------- | ---------------- |
| 1月1日   | 元日                 |            |                  |
| 移動祝日 | 犠牲祭               |            | イスラム暦による |
| 移動祝日 | イスラム暦新年       |            | イスラム暦による |
| 3月20日  | 独立記念日           |            |                  |
| 3月21日  | 青年の日             |            |                  |
| 4月9日   | 革命犠牲者弔日       |            |                  |
| 移動祝日 | モハメット誕生日     |            | イスラム暦による |
| 5月1日   | メーデー             |            |                  |
| 7月25日  | 共和国記念日         |            |                  |
| 8月13日  | 女性の日             |            |                  |
| 10月15日 | フランス軍撤退記念日 |            |                  |
| 移動祝日 | ラマダーン明け       |            | イスラム暦による |
| 11月7日  | 大統領就任記念日     |            |                  |

### スポーツ
サッカー
1907年よりアマチュアリーグが開催されており、1921年にフランスサッカー連盟（FFF）と提携しプロリーグのチュニジア・リーグが創設された。名門クラブのエスペランス・チュニスが同リーグを支配しており、7連覇を含むリーグ最多31度の優勝を達成している。また、エトワール・サヘルが "FIFAクラブワールドカップ2007" で4位の成績を収めている。サッカーチュニジア代表はFIFAワールドカップには6度出場しているものの、いずれもグループリーグ敗退となっている。アフリカネイションズカップでは、自国開催となった2004年大会で初優勝を果たした。
オリンピック

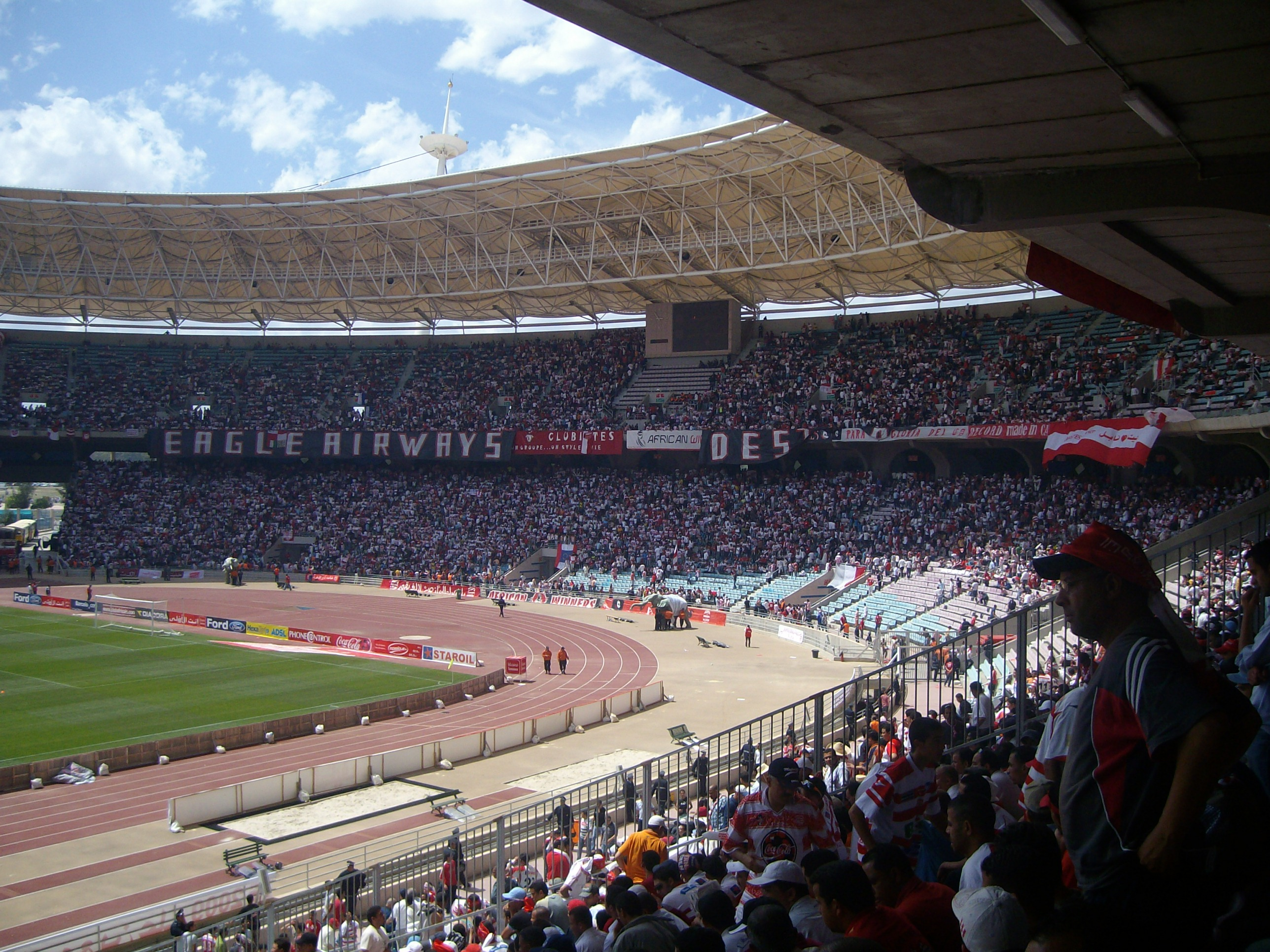
スタッド・オリンピック・ドゥ・ラデ

チュニジアの国技はサッカーであり、圧倒的に1番人気のスポーツとなっている。サッカー以外では陸上競技が盛んで、モハメド・ガムーディが1968年のメキシコシティー五輪・男子5000mで、金メダルなどメダル4個を獲得した。また、競泳ではウサマ・メルーリが2008年の北京五輪・男子1500m自由形で、アハメド・ハフナウィが2021年の東京五輪・男子400m自由形で、それぞれ金メダルを獲得している。